# Tanyptera trimaculata
Tanyptera trimaculata är en tvåvingeart som beskrevs av Yang 1988. Tanyptera trimaculata ingår i släktet Tanyptera och familjen storharkrankar. Inga underarter finns listade i Catalogue of Life.